# Trindade (Vila Flor)
Trindade ist eine Gemeinde (Freguesia) im portugiesischen Kreis Vila Flor. In ihr leben 116 Einwohner (Stand 19. April 2021).